# خون‌سرد (مجموعه نمایش خانگی)
خون‌سرد یک مجموعهٔ تلویزیونی ایرانی در ژانر جنایی به کارگردانی امیرحسین ترابی و تهیه‌کنندگی بهمن کامیار محصول شبکهٔ اینترنتی فیلم‌نت است که پخش خود را در ۲۸ مرداد ۱۴۰۱ آغاز کرد و در ۲۵ آذر همان سال به پایان رسید. بازیگران این مجموعه سارا رسول زاده، امیر آقایی، شهرام حقیقت‌دوست، بهار قاسمی، سارا بهرامی، حسین سحرخیز، لیندا کیانی، فرخ نعمتی،صبا ایزدپناه و سارا امیری هستند.

## خلاصه داستان
سرگرد امیرعلی طلوعی (شهرام حقیقت‌دوست) در حال پیگیری پرونده گروهی از قاچاقچیان اعضای بدن است که به اسم امیر شهسواری (امیررضا دلاوری) می‌رسد و از دوستش دکتر کسری کیا (امیر آقایی) که در پزشکی قانونی کار می‌کند کمک می‌گیرد، اما دکتر کیا روش خاص خود را برای برخورد با جنایت‌کاران دارد…

## بازیگران
- سارا رسول‌زاده (سارا کیا)
- امیر آقایی (کسری کیا)
- سارا بهرامی (رعنا)
- بهار قاسمی (مهرنوش)
- شهرام حقیقت‌دوست (امیرعلی طلوعی)
- نیما شعبان‌نژاد (سروش معزی)
- جلال فاطمی (سرهنگ شمس)
- لیندا کیانی (لیلا کریمی)
- امیررضا دلاوری (امیر شاهسواری)
- احسان عباسی (آیدین اولیایی)
- فرخ نعمتی (دایی احمد-شاهین دستان)
- حسن زارعی (محمود)
- حسین سحرخیز (سرهنگ قاسمی)
- مهدی محرابی (غیاثی)
- نیلوفر کوخانی (مریم نائینی)
- نادر فلاح (فرید)
- مرتضی تقی‌زاده (نویدی)
- محمدرضا صولتی (قادر اسیدی)
- سام نوری (سماوات)
- امیرحسین شام‌بیاتی (عزیزی)
- محسن مروی
- الهام ایمانی (دکتر مددی)
- عارفه معماریان (ثریا)
- مرتضی علی‌آبادی (جهانگیر)
- سارا امیری (سپیده)
- پیام انالیویی
- شقایق فتاحی
- صبا ایزدپناه
- آریسا بیگی
- باسط رضایی

## انتشار
این مجموعه به صورت اختصاصی از پلتفرم فیلم‌نت منتشر شده است.